# John Bolton
John Robert Bolton (Baltimore, Estados Unidos, 20 de noviembre de 1948) es un escritor y diplomático estadounidense que se ha desempeñado en varias administraciones presidenciales republicanas, y que sirvió como representante Permanente de Estados Unidos ante la ONU desde agosto de 2005 hasta diciembre de 2006. Presentó su dimisión en diciembre de 2006, cuando su período de nombramiento había concluido.
Entre el 9 de abril de 2018 y el 10 de septiembre de 2019 fue el tercer Consejero de Seguridad Nacional de la administración Donald Trump. Bolton fue despedido por Trump –Bolton afirmó que dimitió– luego de supuestos desacuerdos con su asesor.
Bolton está involucrado en una amplia variedad de centros de investigación e institutos de política conservadores, incluido el American Enterprise Institute (AEI), Jewish Institute for National Security Affairs (JINSA), Project for the New American Century (PNAC), Institute of East-West Dynamics, Asociación Nacional del Rifle, US Commission on International Religious Freedom y el Council for National Policy (CNP).
Bolton estuvo involucrado con la Committee for Peace and Security in the Gulf (Comisión para la Paz y la Seguridad en el Golfo, CPSG), Council on Foreign Relations (Consejo de Relaciones Exteriores, CFR), Federalist Society (Sociedad Federalista), National Policy Forum (Foro de Política Nacional), National Advisory Board (Junta Consultiva Nacional), Manhattan Institute for Policy Research (Instituto Manhattan de Investigación Política), New Atlantic Initiative (Nueva Iniciativa Atlántica), Project on Transitional Democracies (Proyecto de Transición de las Democracias), y U.S. Agency for International Development (Agencia de los Estados Unidos para el Desarrollo Internacional, USAID).
En un discurso como Asesor de Seguridad Nacional el 1 de noviembre de 2018, Bolton elogió al entonces presidente electo de Brasil, Jair Bolsonaro, un conservador de extrema derecha, calificándolo de «socio de ideas afines». En el discurso, también calificó la victoria electoral de Bolsonaro como un «signo positivo» para América Latina, y criticó a Cuba, Venezuela y Nicaragua como una «troika de tiranía».
En junio de 2020, publicó un libro, The Room Where It Happened en que desvela supuestas maniobras políticas internacionales no acordes a su investidura por parte del presidente Donald Trump y en ese libro lo califica como no apto para el cargo. La administración Trump intentó bloquear la publicación del libro.

## Posiciones políticas

### Corea del Norte e Irán
Bolton ha abogado por ataques preventivos contra Corea del Norte e Irán. En 2008, Bolton dijo: «La idea aquí no es tener hostilidades mucho más grandes, sino impedir que los iraníes participen en las hostilidades que ya están haciendo contra nosotros dentro de Irak. Y están haciendo lo mismo al ayudar a los Talibanes en Afganistán. Así que esto no es provocativo ni preventivo, esto es completamente responsivo por nuestra parte». En 2018, Bolton declaró: «Rusia, China, Siria, Irán, Corea del Norte. Estos son regímenes que hacen acuerdos y mienten. Una política de seguridad nacional basada en la fe de que regímenes como ese honrarán sus compromisos está condenada al fracaso». También dijo que «Nuestra meta debería ser el cambio de régimen en Irán». The New Yorker, describió a las personas que han trabajado con Bolton diciendo que «él se centra menos en Corea del Norte que en Irán». Según informes, H. R. McMaster le dijo a Dexter Fikins que Bolton «ha tenido [el] enfoque anal en Irán durante veinte años». 
En marzo de 2015, publicó en The New York Times una tribuna titulada: Para detener la bomba iraní, hay que bombardear Irán. Tras haber asegurado que Teherán nunca negociaría el final de su programa nuclear, concluía: «Estados Unidos podría realizar un minucioso trabajo de destrucción, pero solo Israel puede hacer lo que es necesario. (…) El objetivo será el cambio de régimen en Teherán» .
Hablando en una reunión del grupo de exiliados iraníes Mujahedin-e-Khalq en marzo de 2018, Bolton declaró que la administración Trump debería seguir el objetivo del cambio de régimen en Irán y que «antes de 2019, aquí ... lo celebraremos en Irán». El líder supremo iraní, el ayatolá Ali Khamenei, relató la predicción al describir al oficial de los EE. UU. Que hizo la predicción como un «idiota de primera clase», sin nombrar a nadie.

### Irak
Bolton fue un arquitecto de la guerra de Irak. Apoyó la invasión de Irak liderada por Estados Unidos que derrocó al régimen de Saddam Hussein y continuó apoyando la invasión en 2018. En 2007, Bolton dijo que el único error que Estados Unidos había cometido con respecto a Irak era no haber salido antes después del derrocamiento de Saddam Hussein y decir a los iraquíes: «Aquí hay una copia de los documentos federalistas. Buena suerte». En 1998, Bolton fue signatario de una carta enviada al presidente Bill Clinton instándole a retirar a Saddam Hussein del poder utilizando diplomáticos, políticos y militares de los Estados Unidos. 

### China
Bolton criticó la política de Una sola China de Washington, según la cual Taiwán no es reconocida como una nación independiente. También dijo: «Simplemente no hay excusa para el robo de propiedad intelectual, a veces se llama transferencia forzada de tecnología».

### Libia
Bolton se opuso al acuerdo que George W. Bush hizo con el entonces líder libio Muammar Gaddafi para eliminar el programa de armas de destrucción masiva del país. Él estaba en un papel clave durante las negociaciones iniciales, pero su papel se limitó con el tiempo. Según un estudio de 2005, Bolton se mantuvo intencionalmente fuera del circuito para poder llegar a un acuerdo final: Bolton supuestamente desconocía el acuerdo de ADM del 19 de diciembre hasta poco antes de su anuncio público. En el rol de implementarlo, presionó tanto para retroceder el acuerdo que los británicos convencieron al gobierno de Bush de restringir su participación en el asunto de Libia.
Bolton apoyó la intervención militar liderada por la OTAN en Libia que derrocó al régimen de Muammar Gaddafi.

## Semblanza y opiniones
Bolton es considerado por los medios periodísticos americanos como un anticomunista acérrimo y de tendencia marcadamente belicista. En la década de los 80, Bolton se ganó la fama de personaje brusco y directo en sus relaciones al interior del Capitolio. Ex subordinados testimonian que Bolton es un abusador con su personal, en especial con el género femenino. Se le ha considerado más nacionalista que neoconservador. Afín en cualquier caso a los neoconservadores, se le ha presentado también como un nacionalista conservador comprometido con el unipolarismo estadounidense. Carl Ford le describió como adulador de sus superiores y abusivo con sus subordinados.
Bolton quien trabajó en la administración Trump entre 2018 y 2019, es uno de los más tenaces opositores a la reelección de Donald Trump como presidente de los Estados Unidos.Entre sus argumentos declaró que Trump es:
- Fundamentalmente egoísta.
- No posee filosofía política.
- Es de tendencia aislacionista.
- Contrario a la permanencia de EE. UU. en la OTAN.
- Afín a líderes totalitarios.

Trump asimismo declaró que John Bolton es:
- Esencialmente estúpido.
- Pro-belicista-militarista.
- Sobrepasa los límites.

En los inicios de su segundo mandato en enero de 2025, Trump retiró la protección gubernamental de su exasesor quien tenía amenazas de atentado de parte de Irán.
En julio de 2025, John Bolton sugirió que Argelia ofreciera un regalo a Donald Trump para que abandonara el reconocimiento estadounidense de la soberanía marroquí sobre el Sáhara Occidental..

## Publicaciones
Bolton ha realizado publicaciones de sus vivencias en sus cargos, entre estos están los siguientes:
- En 2008 publicó  Rendirse no es una opción (Surrender is not an option) donde relata su gestión ante las Naciones Unidas.

- En 2010 publicó Cómo Barack Obama está poniendo en peligro nuestra soberanía nacional (How Barack Obama is Endangering our National Sovereignty)  donde describe su punto de vista de la gestión demócrata en política internacional.

- En junio de 2020, después que un juez fallará a favor, John Bolton publicó un polémico libro llamado La habitación donde ocurrió (The room where it happened). Dicho libro, recibió una gran oposición por parte del gobierno de Donald Trump. En él se indican las supuestas maniobras retorcidas en política internacional del presidente Trump para conseguir su reelección e incluye conversaciones con líderes considerados adversarios hegemónicos de los Estados Unidos. Bolton retrata a Trump como un personaje que no es apto para ocupar el cargo de presidente de los Estados Unidos. Bolton, además, señala en él cuatro hechos importantes y no compatibles con el cargo: (1) Trump buscó apoyo en China para asegurar su reelección, (2) su intención de invadir Venezuela, (3) su apoyo a dictadores del agrado del gobernante y (4) su obsesión por la reelección.[21][22][23]